# Gácsi Sándor
| Gácsi Sándor                              | Gácsi Sándor                                                             |
| Kattints az alábbi külső linkek egyikére! | Kattints az alábbi külső linkek egyikére!                                |
| ----------------------------------------- | ------------------------------------------------------------------------ |
| Nem található szabad kép.(?)              |                                                                          |
| külső link · jogvédett                    | Gácsi Sándor, a Közgazdász szerkesztője voltam. Közgazdász. 1978. 6. sz. |
| külső link · jogvédett                    | Gácsi Sándor Moldvay József felvétele.                                   |

Gácsi Sándor (Budapest, 1926. február 19. – Budapest, 1989. november 24.) újságíró, főszerkesztő, rádiós főmunkatárs.

## Életpályája
1936–1939 között Budapesten a X. kerületi Százados-úti polgári fiúiskolában tanult és ott érettségizett 1939-ben. Vallása római katolikus. Tanulmányi eredménye jórendű. Osztályfőnöke Pálmay Béla volt. 
A Budapest VIII. kerületi Csobánc-utcai Villanyszerelő Szakirányú Fiú Iparostanonciskolában tanult 1939–1943 között. 1941–1944 között a magyarországi Philips Művek tanonca, műszerinasa. 1945–1948 között a Szabadság szövetkezet munkása és Magyar Kommunista Párt politikai munkatársa.  1945-ben belépett a Magyar Kommunista Pártba. 1948–1949-ben Budapesten úttörő vezető. 1949–1950-ben a Ganz Kapcsoló, majd 1950–1951-ben a Transzvill alkalmazottja. 1952–1956 között az Marx Károly Közgazdaságtudományi Egyetemen (MKKE) tanult, de tanulmányait nem fejezte be. 1953-ban említés történik  tanulmányairól a Szabad Ifjúság lapban, ugyanis „Kiváló fémgyűjtő” jelvénnyel tüntették ki.
1953. szeptember 16. és 1953. december 31. között a Közgazdász hetilap főszerkesztője volt. A „Kék villám” című fantasztikus regénye 1956-ban folytatásban 39 részletben a Szabad Ifjúság lapban jelent meg.
1957-ben került a Magyar Rádióhoz, ahol haláláig szerkesztő riporterként, majd főmunkatársként dolgozott. Tagja volt a Magyar Újságírók Országos Szövetségének.
A Magyar Rádióban elsősorban a munkásélet mindennapos problémáival foglalkozott, első volt aki szociográfiai rádióriportokat készített és ezért került gyakran konfliktusba a vezetőivel. 
1965-ben érdekesnek ígérkező autós műsort szerkesztett a Rádió, az Autóklub Sajtóosztályának közreműködésével. Szabó Zoltán és Széles Tibor érdemes sportolók, a kitűnő autóversenyzők vállalkoztak arra, hogy Gácsi Sándorral, a rádióműsor szerkesztőjével bejárják autón Budapestet, és közben a mikrofon előtt elbeszélgessenek arról, amit menet közben a közlekedésben tapasztalnak. Autó-Motor, 2005-07-13. 14. sz.
Gácsi Sándort 1978-ban ki akarták zárni a pártból. Fegyelmi ügyéhez hozzászólt többek között Bihari László. Ez egy tisztességesen dolgozó ember, 19 éves kora óta párttag, 25 éve dolgozik a rádiónál. Egyéni véleményem is az, hogy nem szabadna kizárni a pártból. MSZMP Budapesti Végrehajtó Bizottságának ülései, 1978 1 978-11-15 546. A VB szavazás után, többségi szavazattal a szigorú megrovás végső figyelmeztetés pártbüntetést fogadta el. 1982-ben – az 1978-ban hozott "szigorú megrovás végső figyelmeztetés" pártbüntetést – törölték.
1983-ban SZOT-díj kitüntetést kapott.
Magyar Újságírók Országos Szövetsége Hírek. Az 1988. évi sajtópályázatok eredményei. Rádióműsorok I. díjat kapott Gácsi Sándor (MR Gazdaságpolitikai Szerkesztősége)
Élettársa Rick Nóra (1945 február 7-2020 december 15.) A Magyar Rádióban majd a Magyar Televízióban (1973-1999) mint szerkesztő dolgozott. Gyerekekről szóló, megrázó dokumentumfilmeket készített Gácsi Sándorral közösen.
Gácsi Sándor az Óbudai temető 9/II/0/97-es számú temetési helyén nyugszik.

## Válogatott munkái
- Halló! Ki beszél? (társszerzők: Kindzierszky Emil, Kaján Tibor) Sorozat: Búvár könyvek. Budapest: Móra Ferenc Ifjúsági Könyvkiadó, 1962

- Kerülőút. (Rick Nórával) Valóság, 1969-06-01. 6. sz.[12]

- Summa cum laude. (Rick Nórával) Valóság, 1968-11-01. 11. sz.[13]
- Úgy hívták, hogy szoba meg konyha – Egy dokumentumjáték születésének története. MRT Tömegkommunikációs Kutatóközpontja, Budapest, 1974
- Újságírástól az újságszólásig[14]
- Művei. Rádiójátékai[15]

- A kocka el van vetve. Rick Nórával. TV. 1980

- Vállalkozók. TV. 1982

- Fenn lakunk a domb tetején. Rick Nórával. TV. 1984
- Bele kell nyugodni? A Rádiószínház dokumentumműhelyének bemutatója Antal Éva és Gácsi Sándor dokumentumműsora. Magyar Rádió. 1997. január 19.[16]

## Videófelvételek
- "Ki tud róluk?" – Rick Nóra és Gácsi Sándor riportja az 1967-ben eltűnt gödöllői kislányokról – Youtube.com, közzététel: 2019. december 13.

## Emlékezete
- „Gácsi Sándorról közvetlen környezetében is kevesen tudták, hogy ő volt a Közgazdász című egyetemi lap alapítója, első szerkesztője. Láttam, hogy az egyetem elé homokot hordanak, tűzvédelmi céllal, mesélte egyszer. A Légókasszájában ötmillió forint volt arra, hogy azt felhordják a padlásra. Gácsi gépeket, autót kunyerált a honvédségtől, tanítási szünetet járt ki, rávette a hallgatókat, segítsenek, hordják föl a homokot. Ebből az ötmillióból lett a Közgazdász. Az első szám után az ötmillió maradékát, persze elvették a Közgazdásztól. A megjelent lapot engedélyezték, ugyanakkor államosították. Párt államosították. Az engedélyen az is szerepelt, hogy számonként hány oldalon jelenik meg a lap, hány képpel, fotóval. Ám Gácsi – abban a hitben, hogy felelősen ő szerkeszti a lapot – fényképet rendelt az összes vörösdiplomásról. Balszerencséjére négynél jóval többen voltak – talán száznál is. (Ennek oka a sztahanovista verseny volt. Minden szakon vállalták, hogy a tanulmányi átlagukat javítják.) Ő viszont a lapengedély és az ehhez illeszkedő költségvetés szerint a fotósnak csak négy képet számolhatott volna el. De ő mindet kifizette. Azonnal kirúgták a laptól. (Gondolom, alig várták a megfelelő alkalmat.) Erre ő perre ment. Csanádi professzor, a Rajk-perben edződött kiváló jogtudós (Szőnyi védője volt, irgalmas ítéletet kért, de hiába, a forgatókönyvben nem irgalom szerepelt) azt mondta neki: ha megnyeri a pert, vizsga nélkül ad neki jogból ötöst. Megnyerte. A kártérítésként neki járó tízezreket 1956. október 24-re utalták át a pénztárba. Azóta adósa a rendszer. Az is, meg emez is, előre, amelyik most alakul. „Másfél évi küzdelem után nyertem meg a pert, amikor újra dolgozhattam volna, közbeszóltak az októberi események” – írta erről részletes önéletrajzában, a történet részleteit mellőzve.” [] Egy 1959-es minősítés tanúsága szerint Gácsiról már két év munkaviszony után tudták a főnökei, hogy közveszélyes. Vagyis: veszélyes arra a „köz”-re nézvést, amelyik megszabta az újságírónak, mi tartozik a hatáskörébe, mi nem. Amelyik állandóan meg akarta akadályozni abban, hogy e körön kívülre merészkedjen. Farkas Zoltán: „Feljegyzések K. magatartásáról” – emlékezet-irat.[17]

- Gálik Mihály nekrológja. Egy örök Don Quijote. Meghalt Gácsi Sándor. [] Fegyelmit jóval többet kaptál, mint kitüntetést, de ahogy mi láttuk, a hivatalos dorgálás lepergett rólad. [] Az a dokumentarista iskola, ami a magyar szellemi élet, a magyar irodalom, a film, televíziózás és rádiózás egyik legértékesebb vonulata, a Magyar Rádióban benned találta meg egy úttörőjét. Pontatlanul mondom: az intézmény nem találta meg, csak megtalálhatta volna. Mindig is magányos alkotó voltál, s neked nem teremtettek olyan lehetőségeket, amelyek méltóak lettek volna tehetségedhez. Akárhogy is történt, mindezek dacára, így is életművet alkottál. [] Az egy generációval fiatalabb, közvetlen kollégáid, pályatársaid melletted megtanulhatták tisztelni a szakmai tudást. [18]

- Kondor Katalin megemlékezése szerint 1973 után a Magyar Rádióban a „kezdeti nehézségek után nagyon jól éreztem magam, rátaláltam egy olyan kollégára, akit azóta is mesteremnek vallok: Gácsi Sándornak hívták, sajnos már nem él. A rádiózás nagy „öregje” volt, fantasztikus tehetséggel megáldva együtt jártuk az országot.”[19]

- „Mondja azt, hogy kubai vagy mexikói!” Jónás Judit, a színházcsináló. „Gácsi Sándor mindenre megtanított”.[20]

- 1970-től egyre-másra születtek a Magyar Rádióban nagyszerű dokumentumműsorok, amelyek a politika felső köreit nyíltan nem sértve, de áttételesen rámutattak az országot feszítő társadalmi gondokra és az eljövendő politikai-gazdasági-szociális csődre. A rádió kezd magára találni, a belpolitikában kezdi azt csinálni, ami a kötelessége, vagyis a közösség szolgálata. A Magyar Rádió felfedezi Magyarországot. Dokumentumriport-műhelyek alakulnak olyan nagyszerű alkotókkal, mint Gácsi Sándor, Rapcsányi László, Borenich Péter, Bakonyi Péter, Hegyi Imre, Kovalik Márta, Kósa Judit és Stefka István. A felsorolás a teljesség igénye nélkül történt, de ezek az alkotók kivétel nélkül a legjelentősebb hazai és nemzetközi alkotói díjakat nyerték el.[21]

- A Blikknek adott hosszabb interjút Friderikusz Sándor. [] De sokat tanult Mester Ákostól, Szilágyi Jánostól, Gácsi Sándortól és más kollégáktól is.[22]

- Vicsek Ferenc. Hogyan lettem rádiós… [] Tudtam, nincs fellebbezés. Nem állítom, hogy ettől jött meg a kedvem, de amíg csináltam a dokumentumjátékot, azt hiszem közben lettem rádiós. Főleg annak az elnéző szeretetnek köszönhetően, ami a Gazdasági Rovatban akkor körülvett. Tarnói Gabi, Farkas Zoli, Gálik Mihály, Kondor Katalin, Domány András, Merza Jenő, Gácsi Sándor. Annak idején ők tényleg a szakma csúcsai voltak.[23]
- Gácsi Sándor az Óbudai temető 9/II/0/97 számú sírhelyében nyugszik.

- Közgazdász első nyomtatott száma 1953. szeptember 16-án került kiadásra, ekkor lett Gácsi Sándor a felelős szerkesztő. Sipos Béla: A Közgazdász hetilap a Marx Károly Közgazdaságtudományi Egyetem (1953-1989) hű krónikása. Toll és Igazság. Történelem. 2024.05.06.[24]